# 蔡文琪
蔡文琪 （Wen Chi OLCEL，1961年—），土耳其華文作家、攝影師，歐洲華文作家協會會員。

## 生平
1961年出生於基隆，世新大學電影系畢业、後移民美國。紐約理工學院傳播藝術碩士、芬蘭坦佩雷大學及赫爾辛基大學媒體傳播博士班肄業。曾任《中國時報》、《歐洲日報》记者。土耳其國家廣播電台國際頻道《華人在土耳其》的專欄作家與主持人，中東科技大學教師。曾隨任職土耳其文化部的配偶派駐過北半球多個城市的使領館。

## 寫作
蔡文琪是第一位在土耳其駐地寫作的台灣人，早期報導文章與散文多刊載於《聯合報》萬象版、中央日報海外版、海外學人、台灣TOGO旅遊雜誌、德國僑報、歐洲日報（聯合報系）、中國時報、聯合早報與自由時報。之後應出版社之邀開始撰寫土耳其旅遊指南。《土耳其青年對蔡明亮電影的反思-從〈青少年哪吒〉說起》（土耳其語）被收入《台灣研究在土耳其》（安卡拉大学出版），被土耳其国立历史协会收藏。
除了寫作之外也攝影，其攝影作品在歐美的各大圖庫刊售，並於KA視覺藝術中心就小津安二郎的電影發表英文演講。

## 著作
- 《土耳其》墨刻出版股份有限公司 ISBN 9789576673016 [15] [16] [17]
- 《土耳其古文明之路》生活情報媒體發行 ISBN 0986390321 [18] [19]